# Resolutie 1954 Veiligheidsraad Verenigde Naties
Resolutie 1954 van de Veiligheidsraad van de Verenigde Naties werd unaniem door de VN-Veiligheidsraad aangenomen op 29 juni 2010. De resolutie stond twee rechters van het Joegoslavië-tribunaal, wier ambtstermijn eind 2010 zou aflopen, toe hun lopende zaak nog af te werken.

## Achtergrond
In 1980 overleed de Joegoslavische leider Tito, die decennialang de bindende kracht was geweest tussen de zes deelstaten van het land. Na zijn dood kende het nationalisme een sterke opmars en in 1991 verklaarde Bosnië en Herzegovina zich onafhankelijk. De Servische minderheid in het land kwam hiertegen in opstand en begon een burgeroorlog, waarbij ze probeerden de Bosnische volkeren te scheiden. Tijdens die oorlog vonden massamoorden plaats waarbij tienduizenden mensen omkwamen. In 1993 werd het Joegoslavië-tribunaal opgericht, dat de oorlogsmisdaden die hadden plaatsgevonden moest berechten.

## Inhoud

### Waarnemingen
In voorgaande resoluties (1503 en 1534) was bepaald dat het Joegoslavië-tribunaal al haar werkzaamheden eind 2010 moest voltooid hebben. Dat bleek nu echter onmogelijk, en de voorzitter van het tribunaal haalde het verlies van ervaren personeel aan.

### Handelingen
Ondanks de afloop van zijn ambtstermijn op 31 december 2010 stond de Raad toe dat rechter Kevin Parker de zaak Đorđević nog afwerkte.
Het tribunaal voorzag deze zaak in februari 2011 af te ronden.
Ook rechter Uldis Kinis werd geautoriseerd om de zaak Gotovina et al. nog af te werken. Deze zou tegen maart 2011 voltooid moeten zijn.
De Veiligheidsraad haalde ten slotte het belang van voldoende personeel aan om de werkzaamheden tijdig af te kunnen ronden. De VN-lichamen werden aangesproken om deze kwestie aan te pakken.

## Verwante resoluties
- Resolutie 1931 Veiligheidsraad Verenigde Naties
- Resolutie 1948 Veiligheidsraad Verenigde Naties
- Resolutie 1966 Veiligheidsraad Verenigde Naties
- Resolutie 1993 Veiligheidsraad Verenigde Naties (2011)

Lijst ·  1908 ·  1909 ·  1910 ·  1911 ·  1912 ·  1913 ·  1914 ·  1915 ·  1916 ·  1917 ·  1918 ·  1919 ·  1920 ·  1921 ·  1922 ·  1923 ·  1924 ·  1925 ·  1926 ·  1927 ·  1928 ·  1929 ·  1930 ·  1931 ·  1932 ·  1933 ·  1934 ·  1935 ·  1936 ·  1937 ·  1938 ·  1939 ·  1940 ·  1941 ·  1942 ·  1943 ·  1944 ·  1945 ·  1946 ·  1947 ·  1948 ·  1949 ·  1950 ·  1951 ·  1952 ·  1953 ·  1954 ·  1955 ·  1956 ·  1957 ·  1958 ·  1959 ·  1960 ·  1961 ·  1962 ·  1963 ·  1964 ·  1965 ·  1966